# UB (機関銃)
UB（ロシア語: УБ：Универсальный Березина. ラテン文字表記の例：Universalni Berezina. “ベレージン汎用型（機関銃）”の意）は、第二次世界大戦中のソビエト連邦で開発された航空機用機関銃である。

## 概要
ソビエト連邦の開発した軍用機に広く用いられた12.7mm口径の重機関銃で、独ソ戦開戦2ヶ月前の1941年4月22日に制式採用された。
基本形であるUBから開発された各種の型式が第二次世界大戦中のソビエト連邦製軍用機の大多数に搭載された。特に、大戦後半になって航空機の防弾性能が強化されると、それまで用いられていた7.62mm ShKAS機関銃の多くは威力不足を理由にUBに代替されるようになった。
UBの設計は使用口径を20mmに拡大したB-20機関砲として発展した他、新たに開発されたTKB-201 23mm機関砲弾を使用するVya-23 23mm機関砲としても発展し、ソビエトにおける航空機関砲の基礎の一つとなっている。

## 開発
1937年、ミハイル・ベレージン(Михаил Евгеньевич Березин)は、歩兵用の12.7mm重機関銃の弾薬を使用する新型の航空機関銃の設計を開始した。この銃は1938年に工場による試験を通過し、1939年にBS（ロシア語: БС,Березин Синхронный. “同調型ベレージン”の意）として制式採用された。BSは概して成功したデザインだったが、欠陥もいくつか抱えており、特に大きな問題となったのが給弾のための遠隔操作にケーブルを使用していたことだった。
UBはBSの欠点を改良する形で開発されたもので、BSで問題となった給弾方式は遠隔操作が必要な場合には圧縮空気を利用するものに改められていた。
基本形となるUBを基に、使用目的 / 装備方法により「UBK」（УБК：Универсальный Березина, Крыльевой. “翼内装備型ベレージン”の意）、「UBS」（УБС：Универсальный Березина, Синхронный. “（プロペラ）同調(英語版)型ベレージン”）、「UBT」（УБТ：Универсальный Березина, (Турельный. “銃塔装備型ベレージン”）の3種類が開発されている。

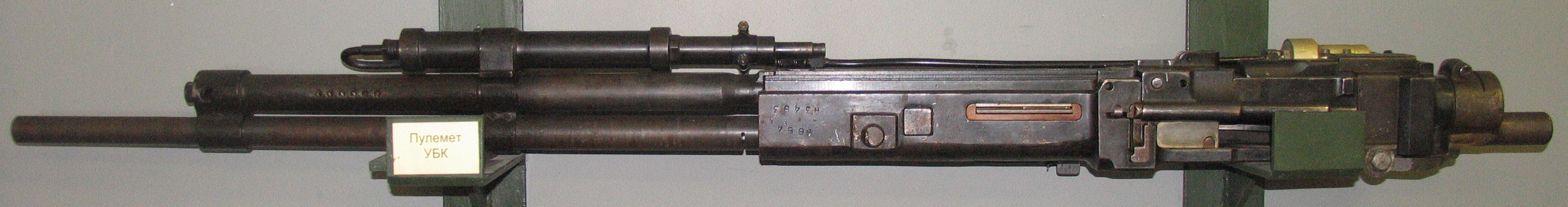
UBK
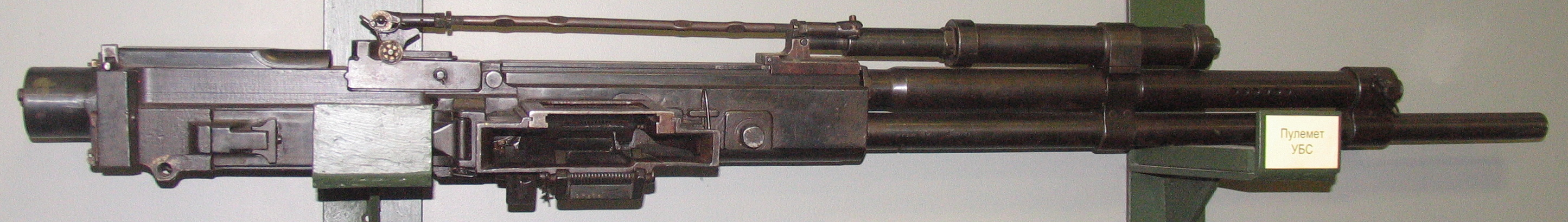
UBS
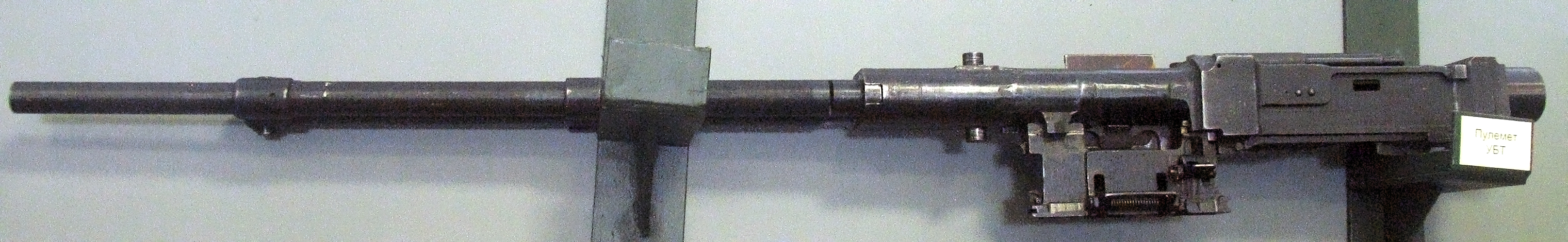
UBT

## 特徴

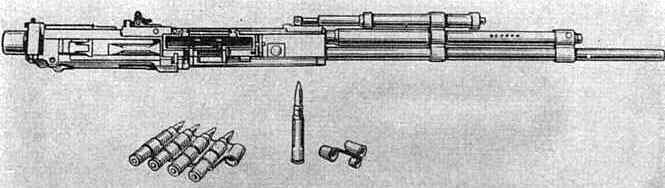
UB 銃本体と12.7x108mm弾および弾帯

UBはガス圧作動方式の空冷機関銃で、冷戦時代のアメリカ軍の報告書では「設計にはフィンランドのラハティ対戦車ライフルを始めとしたフィンランド製火器の影響が見られる」と記述されている。使用する弾薬には歩兵用の重機関銃と同じ12.7x108mm弾が採用された。
給弾は弾帯（給弾ベルト）によって行われ、新しく装填される弾薬が排莢機能の一部を担うという独特の機構を備えていた。他の特徴的な構造としては、弾帯を移動させるタイミングが一般的な機関銃の設計とは逆に発射の反動によって遊底が後退する途中ではなく後退後に元の位置に戻る時点になっていることが挙げられる。射撃開始時の初弾装填は銃手が直接操作する銃塔装備型は手動式であるが、遠隔操作される翼内装備型とプロペラ同調型は空気圧を利用した装置で遊底を操作する。
UBの顕著な特徴としては、航空機関銃として高い発射速度とそれを可能にするために各部品の長期耐久性や長期信頼性を追求せず、運用にあたっては“故障もしく破損したら銃を丸ごと交換する”ために軽量かつ機体への取り外しが容易な構造であることを前提として設計されていることが挙げられる。これは航空機関銃というものへの赤軍の結論、「航空機は一回の出撃にあたり長時間長日にわたって運用されることはなく、機銃も一回の出撃において万発単位で撃つことはない（空戦においてそのような弾数を連射し続けることはなく、そもそもそのような弾数は搭載しない）ため、高発射速度の連射を少数回確実に行えればよく、射撃後に故障や破損が生じても帰還後に機体整備の一環として銃を本体ごと取り替えればよい」に基づくものである。